# Janel Moloney
Janel Wallace Moloney (ur. 3 października 1969 w Woodland Hills w Los Angeles) – amerykańska aktorka teatralna, telewizyjna i filmowa.

## Życiorys
Studiowała aktorstwo w Purchase State College w ramach SUNY. Debiutowała jako aktorka pod koniec lat 80. Początkowo grywała w filmach telewizyjnych i pojedynczych odcinkach seriali. Rozpoznawalność przyniosła jej rola Donny Moss, w którą wcielała się w latach 1999–2006. Dwukrotnie (2002, 2004) uzyskiwała za nią nominację do nagrody Emmy dla najlepszej aktorki drugoplanowej w serialu dramatycznym.
W 2007 jako aktorka teatralna zagrała po raz pierwszy na Off-Broadwayu w sztuce 100 Saints You Should Know, później wystąpiła także w przedstawieniu Love, Loss, and What I Wore. Kontynuowała karierę w telewizji, pojawiając się w pojedynczych odcinkach produkcji Braterstwo, Dr House, Life on Mars i Żona idealna. W 2014 zagrała w Pozostawionych, w 2015 w drugim sezonie tego serialu dołączyła do jego regularnej obsady.

## Wybrana filmografia
- 1991: …And Then She Was Gone (film TV)
- 1991: To Save a Child (film TV)
- 1995: Ostry dyżur (serial TV)
- 1995: Schronienie
- 1995: Wild Bill
- 1997: 'Til There Was You
- 1998: W akcie desperacji
- 1999: Prezydencki poker(serial TV)
- 2002: Pif-Paf! Jesteś trup!
- 2007: Braterstwo (serial TV)
- 2008: Dr House (serial TV)
- 2008: Rockefeller Plaza 30 (serial TV)
- 2009: Life on Mars (serial TV)
- 2009: Prawo i porządek: Zbrodniczy zamiar (serial TV)
- 2013: Concussion
- 2013: Żona idealna (serial TV)
- 2014: Pozostawieni (serial TV)[1]